# Lepus coreanus
La lepre coreana (Lepus coreanus Thomas, 1892) è un mammifero lagomorfo della famiglia dei Leporidi.
Fino a tempi recenti, la specie era considerata come sottospecie di Lepus sinensis (Lepus sinensis coreanus): recenti analisi del DNA mitocondriale hanno dimostrato invece che si tratta di una popolazione a sé stante, sufficientemente distinta da poter essere elevata al rango di specie.

## Distribuzione
La specie è diffusa nella penisola coreana ed in Manciuria, dove colonizza un'ampia gamma di habitat, dimostrandosi un animale molto versatile: la si trova infatti nelle aree montane come in quelle pianeggianti e coltivate, anche se tende ad evitare le aree antropizzate anche rurali.

## Descrizione

### Dimensioni
Misura fino a 55 cm, tuttavia raramente supera il mezzo metro di lunghezza: il peso può superare i 2,5 kg.

### Aspetto
Il corpo è piuttosto robusto, con grossa testa ed orecchie relativamente piccole ed allungate.
Il pelo è di colore è generalmente grigio-brunastro, con brizzolature sul dorso e tendenza a schiarirsi nella zona ventrale: la colorazione può tuttavia variare considerevolmente da individuo ad individuo, pur mantenendosi in generale nelle tinte sopracitate, con tonalità più o meno scure di grigio o bruno. Durante l'inverno, la specie per far fronte al freddo sfoggia un manto invernale piuttosto lungo e sericeo, grigiastro con sfumature brune su nuca, orecchie e zampe.

## Biologia
Si tratta di animali schivi e riservati, dalle abitudini perlopiù notturne e strettamente solitarie, all'infuori del periodo degli amori: mancano tuttavia studi esaurienti sul loro comportamento in natura, in quanto per lungo tempo la specie è stata considerata una sottospecie di Lepus sinensis e pertanto poco studiata, a favore di studi che coinvolgessero la specie nel suo insieme.

### Alimentazione
Animali dalla dieta erbivora, le lepri coreane si nutrono prevalentemente di germogli teneri, erbe e foglie: alla bisogna, tuttavia, possono mangiare qualsiasi materiale vegetale, avendo ragione anche delle fibre più coriacee grazie ai robusti incisivi a crescita continua.

Come tutti i lagomorfi, le lepri coreane sono solite praticare la coprofagia, ossia ingeriscono parte delle proprie feci per ridigerirle ed estrarre dalla propria alimentazione la maggior quantità possibile di nutrimento.